# 马岭镇 (横州市)
马岭镇，是中华人民共和国广西壮族自治区南宁市横州市下辖的一个乡镇级行政单位。

## 行政区划
马岭镇下辖以下地区：
马岭社区、富津村、龙坪村、莲新村、飞马村、振兴村、兴华村、双平村、观江村、新塘村、良和村、清泉村和南新村。